# François Sébastien de Croix de Clerfayt
François Sébastien Charles Joseph de Croix, greve de Clerfayt, född 14 oktober 1733, död 21 juli 1798, var en österrikisk militär.
Clerfayt föddes i Hennegau och inträdde under Sjuårskriget i österrikiska armén och avancerade till överste. Missnöjd med Josef II:s politik höll han sig senare i möjligaste mån i skymundan, till han som generalfälttygmästare 1789 fick befälet över en kår i kriget mot turkarna och vann segrarna vid Schupaneck samma år och Kalefat 1790. Från 1792 deltog Clerfayt i kriget mot Frankrike men kunde trots ett utmärkt försvar inte hindra nederlaget i slaget vid Jemappes. 1793 tvingade Clerfayt fienden att upphäva belägringen av Maastricht och hade den främsta rollen i segern i slaget vid Neerwinden. Efter österrikarnas nederlag i slaget vid Fleurus 1794 fick Clerfayt överbefälet och utnämndes 1795 till fältmarskalk. Som sedan lyckades han vända österrikarnas krigslycka, besegrade i slaget vid Höchst 10 oktober 1795 Jean-Baptiste Jourdan och drev honom tillbaka över Rhen, tvingade fransmännen att upphäva belägringen av Mainz och vann i slaget vid Frankental 10 november en ny seger, men slöt därefter ett stillestånd, som inte gillades av regeringen. Detta var troligen orsaken till att Clerfayt tvingades nedlägga sitt befäl, trots att han vid sin återkomst till Wien hyllades som Tysklands räddare och tilldelades Gyllene Skinnets orden.